# Amanda da Cruz Costa
Amanda da Cruz Costa ou simplesmente Amanda Costa (São Paulo, 1998) é uma internacionalista e ativista climática, antirracista e ecofeminista brasileira com atuação no Brasil. Ela entrou para a lista "Forbes Under30" organizado pela revista Forbes, sendo ainda Jovem Embaixadora da ONU, Jovem Conselheira do Pacto Global da ONU, além de ser fundadora e Diretora Executiva do Instituto Perifa Sustentável.

## Biografia
Nascida na periferia paulistana e moradora no bairro de Brasilândia, zona norte de São Paulo, onde estudou no Colégio Adventista de Vila Nova Cachoeirinha, com bolsa obtida pelos pais, Amanda Costa teve uma infância e adolescência em que enfrentou as adversidades que atingem as populações negras e pobres das periferias brasileiras. Assim, durante a adolescência, ela alternava seus estudos com treinos em projetos esportivos, tendo feito parte de equipes de vôlei e das categorias de base da equipe feminina de futebol sub-17 da Portuguesa.
Ela ingressou no ativismo climática no final da adolescência, aos 18 anos, quando se vinculou à ong Engajamundo, na qual passou a se destacar como ativista na luta climática ao conectar o ambientalismo com as pautas antirracista e ecofeminista.
Em 2018, ela participou de sua primeira COP, a COP-23 sobre Mudanças Climáticas da ONU, ocorrida em Bonn (Alemanha).
Em 2019, Amanda Costa concluiu sua graduação em relações internacionais na Universidade Anhembi Morumbi.
Como fruto de sua luta e de uma articulação envolvendo outras lideranças ambientalistas jovens da periferia paulistana, em agosto de 2019, ela foi uma das fundadoras do Instituto Perifa Sustentável, entidade criada para promover a pauta ambientalista em bairros periféricos com um olhar que contemple as especificidades socioeconômicas dessas comunidades, como a necessidade de combater os racismos institucional ambiental e de promoção de políticas que considerem a maior vulnerabilidade dessas localidades às mudanças climáticas, a exemplo de enchentes e deslizamentos de terra.
Amanda Costa defende uma "deselitização" do debate ambiental para que ele possa produzir uma verdadeira transformação na sociedade, inclusive sustentando que a busca de modelos sustentáveis para o mundo passa inexoravelmente pelas periferias urbanas. Como ela afirmou no artigo "Os impactos das mudanças climáticas para a juventude negra brasileira" publicado em coautoria com Hannah Balieiro:

 A procura por alternativas está sendo feita com intensidade em territórios periféricos. A escassez de políticas públicas em favelas, subúrbios e comunidades faz com que os moradores criem iniciativas para enfrentar os desafios que o cenário de crise climática e ecológica apresenta com frequência cada vez maior. Um exemplo é a Horta das Crianças, localizada no Jardim Damasceno, na Vila Brasilândia. Desenvolvida pelo Seu Quintino (83 anos), liderança ambientalista mais experiente da região, a Horta das Crianças é um espaço que fomenta brincadeiras ecológicas, interação entre a comunidade na discussão do acesso à terra e projetos de educação ambiental, através de plantios, uso de água de nascente, colheita coletiva e distribuição de alimentos orgânicos e livres de agrotóxicos para a população da comunidade local.— Amanda Costa e Hannah Balieiro
Em 2021, ela entrou para a lista "Forbes Under30" organizado pela revista Forbes.
Em abril de 2022, ela se tornou conselheira jovem da Rede Brasil do Pacto Global da ONU, com o objetivo de articular a atuação empresarial com as metas da Agenda 2030 de desenvolvimento sustentável da ONU.
Ela vem se destacando no cenário internacional do ativismo climático, a exemplo do fato ocorrido em 2022, quando ela, durante a COP 27 ocorrida em Sharm el-Sheikh (Egito), quando sendo uma das integrantes da delegação de integrantes da sociedade civil brasileira presente no evento, reivindicou a necessidade de atuação contra o que chamou de racismo climático e de luta pela descolonização do debate sobre o meio ambiente.
Em entrevista dada em março de 2023 para a plataforma de debates e notícias sobre direitos humanos "Brasil de Direitos", Amanda Costa afirmou que sua defesa de uma visão descolonizada do debate ambiental é bastante influenciada pela obra "Uma ecologia decolonial" do teórico político franco-caribenho Malcom Ferdinand e seria definida nos seguintes termos:

 Tempos atrás, escrevi um texto intitulado: "crise climática não é coisa de homem branco rico". Lembro de uma conferência sobre mudanças climáticas à qual eu fui: o pessoal falava sobre carros elétricos quando, no Brasil, a gente tinha um cenário de 30 milhões de pessoas passando fome. Trazer uma visão decolonizada, afrodiaspórica sobre a crise climática é entender toda a dinâmica social que nos abraça e buscar formas de ter relacionamentos horizontais entre todos os setores sociais. Minha visão se fundamenta muito no livro Uma Ecologia Decolonial, do Malcom Ferdinand. [...] Pensar de forma decolonizada é trazer para o debate essas narrativas, principalmente de pessoas que fogem do padrão heteronormativo de supremacia branca. É fazer essa galera sentar com quem está na base e entender que tem muito conhecimento na periferia, na favela. Conhecimento ancestral, tradicional, com base em vivência. Mas, muitas vezes, as pessoas de periferia são invizibilizadas.— Amanda Costa

## Obras

### Artigos (selecionados)
- (com Hannah Balieiro). "Os impactos das mudanças climáticas para a juventude negra brasileira". Diálogos Socioambientais, v. 6, n. 17, p. 22–23, 2023.[7]